# Отомани култура
Отомани култура је једна од најизразитијих култура бронзаног доба у Панонско-Карпатском простору. Распростирала се у горњем Потисју, источној Славонији и западној Трансилванији.
Подељена је на три фазе:
| I фаза   | рано бронзано доба   |
| II фаза  | средње бронзано доба |
| III фаза | позно бронзано доба  |

## Насеља
Насеља имају форму тела или су подизана на узвишењима која су добро утврђена рововима или насипима.

## Сахрањивање
Сахрањивање је вршено у згрченом положају, мушкарци на десном а жене на левом боку, са лицем према истоку (у истом смеру и мушкарци и жене). Мањи број гробова је нађен са спаљеним остацима.
Нађене су зделе и лончићи са ниском дршком, рожнатим украсима, широким канелурама и спиралном декорациом.
Нађени су и бројни предмети од бронзе и злата у некрополама и у оставама. Честе су секире са отвором за држаље и богато украшени мачеви са пуном дршком, Од накита су пронађене украсне дискоидне плочице, наруквице и перле.
Пронађени су и делови коњске опреме.